# Еберхард фон Зикинген
Еберхард фон Зикинген (на немски: Eberhard von Sickingen; * пр. 1366; † 20 април/7 май 1420) е благородник от стария благороднически род фон Зикинген от Крайхгау в Баден-Вюртемберг.

## Произход
Той е син на рицар Ханс (Гьолер) фон Зикинген († 23 май 1377) и съпругата му Метце Гроф фон Валдорф († сл. 1385). Внук е на рицар Райнхард фон Зикинген († сл. 1360) и Катарина (Гута) Гьолер фон Равенсбург († сл. 1342). Брат е на Хаман (Ханс) фон Зикинген († 21 май 1424), който е дядо на Райнхард I фон Зикинген († 1482), епископ на Вормс (1445 – 1482).

## Фамилия
Еберхард фон Зикинген се жени за Елза фон Руперсберг († сл. 1415). Те имат пет деца:
- Йохан фон Зикинген († 13 юни 1405)
- Райнхард фон Зикинген († пр. 1439), женен за Анна фон Хирцберг († сл. 1439)
- Свикер фон Зикинген († 18 февруари 1444)
- Еберхард фон Зикинген († 4 март 1456), женен за Енелин фон Флекенщайн († сл. 1461), дъщеря на Хайнрих XIII фон Флекенщайн († 1408)
- Анна фон Зикинген († сл. 1445), омъжена за Фридрих IV фон Монфор (* 1392; † 2 юли 1431/8 септември 1456, Булгневил)